# Eleanor Furneaux
Eleanor Furneaux (* 9. Dezember 1993) ist eine ehemalige britische Skeletonpilotin.

## Karriere
Eleanor Furneaux kam 2014 zum Skeletonsport und gab am 10. November 2016 ihr Debüt im Skeleton-Europacup. In Innsbruck belegte sie bei ihren Debüt den 21. Platz. Einen Tag später belegte sie beim zweiten Wettbewerb auf dem Olympia Eiskanal Igls den 24. Platz. Am 12. Januar 2017 konnte sie beim Europacup in St. Moritz auf dem Olympia Bob Run St. Moritz–Celerina mit dem 13. Platz erstmals einen Top-Ten-Platz im Europacup belegen. In der Saison sammelte sie in fünf Rennen 56 Punkte und belegte damit den 31. Platz in der Gesamtwertung des Europacups.
In der Saison 2017/18 ging sie erneut im Skeleton-Europacup an den Start und konnte am 11. November 2017 direkt das erste Rennen der Europacup-Saison in Lillehammer vor ihrer Teamkollegin Brogan Crowley und der Französin Agathe Bessard. Einen Tag später triumphierte sie auch beim britischen Dreifacherfolg vor Brogan Crowley und Hannah Stevenson. Nachdem sie in Winterberg am 17. und 18. November den sechsten und den achten Platz belegte, konnte sie am 15. Dezember in La Plagne ihren dritten und letzten Sieg im Europacup einfahren. Beim zweiten britischen Dreifachsieg der Saison siegte sie vor Kimberley Murray und Brogan Crowley. Am 12. Januar 2018 trat sie nach dem ersten Lauf in Altenberg nicht mehr im zweiten Lauf an. Dieser Europacup-Wettbewerb sollte der letzte ihrer Karriere gewesen sein. Am Ende der Saison durfte sie sich in der Gesamtwertung des Europacups hinter Brogan Crowley und Alina Tararytschenkowa über den dritten Platz freuen. Nachdem sie in der Saison 2018/19 kein einziges Rennen absolvierten konnte, gab sie am 20. Februar 2019 bekannt, dass sie aufgrund einer Kopfverletzung auf ärztlichen Anraten ihre Skeleton-Karriere beenden musste.

## Erfolge
| Nr. | Datum             | Ort         | Bahn                                    |
| --- | ----------------- | ----------- | --------------------------------------- |
| 1.  | 11. November 2017 | Lillehammer | Bob- und Rennschlittenbahn Hunderfossen |
| 2.  | 12. November 2017 | Lillehammer | Bob- und Rennschlittenbahn Hunderfossen |
| 3.  | 15. Dezember 2017 | La Plagne   | Bob- und Rennschlittenbahn La Plagne    |